# Diecezja Toowoomby
Diecezja Toowoomby – diecezja Kościoła rzymskokatolickiego, wchodząca w skład metropolii Brisbane. Została erygowana 28 maja 1929 w wyniku wyłączenia części terytorium z archidiecezji Brisbane.